# Joaquim de Toledo Piza e Almeida
Joaquim de Toledo Piza e Almeida (Capivari, 19 de outubro de 1842 — Rio de Janeiro, 22 de abril de 1908) foi um magistrado brasileiro.
Formado na Faculdade de Direito de São Paulo, em 1866, foi nomeado no ano seguinte promotor público de Taubaté, tendo pedido demissão um ano depois, por motivos políticos. Passou então a exercer a advocacia, até 1874, quando foi nomeado juiz municipal de Sorocaba.
Em 1875 retornou a São Paulo, como juiz substituto. Em 1878 foi designado juiz de São Mateus, retornando logo a São Paulo para assumir o cargo de chefe de polícia. De novo fica no cargo por pouco tempo, sendo nomeado juiz de Piracicaba, em 1879.
Abolicionista, libertou em 1880 os escravos que possuía. Como juiz, ao analisar inventários, libertava todos escravos que verificava terem entrado no Brasil depois da Lei Feijó, de 7 de novembro de 1831, que proibia o tráfico de escravos africanos para o país.
Em 1883 foi transferido para Sorocaba. Com a Proclamação da República e organização do Supremo Tribunal Federal, em 1890, foi nomeado ministro e em 1906 eleito presidente. Permaneceu no cargo até seu falecimento.